# Addams Family Values
Addams Family Values (La familia Addams 2: la tradición continúa en España y Los locos Addams 2 en Hispanoamérica) es una película de comedia y terror de 1993. Producida por Paramount Pictures, es la secuela de la película de 1991 The Addams Family.

## Sinopsis
Gomez (Raúl Juliá) y Morticia Addams (Anjelica Huston) dan la bienvenida al nacimiento de su tercer hijo, Pubert (Kaitlyn y Kristen Hooper). Sus hermanos mayores, Wednesday (Christina Ricci) y Pugsley (Jimmy Workman) son antagónicos hacia su nuevo hermanito y tratan de matarlo varias veces, fingiendo que simplemente juegan con él empleando formas de divertirse que son corrientes entre los niños de la familia Addams, pero que ellos saben que serían letales para un niño de la edad de Pubert, aun siendo un Addams, pero este sobrevive fortuitamente a cada intento.
Preocupados por este comportamiento, Gomez y Morticia buscan una niñera para ayudar a cuidar a los niños. Wednesday y Pugsley asustan a las primeras solicitantes: la primera, una mujer amante de la naturaleza interesada en inculcar a los niños la costumbre de cuidarla; la segunda, una mujer estricta que no tiene nada de paciencia con ellos, y si sospecha que han tratado de hacerle algo a Pubert, exige que le digan dónde está; y la tercera, una mujer que interactúa con los niños utilizando un títere, procurando tener una actitud muy simpática y entusiasta con la que pretende inútilmente enseñar buenas costumbres a los niños (como ayudar en los quehaceres domésticos). Cuando aparece Debbie (Joan Cusack), es contratada. El tío Fester (Christopher Lloyd) se enamora de inmediato de ella. No obstante, nadie conoce que la verdadera identidad de Debbie es la de "la viuda negra", una asesina que provoca misteriosos accidentes en los cuales mueren sus pretendientes, quedándose ella con toda la herencia.
Wednesday y Pugsley sospechan de Debbie, creyendo que ella va detrás de las riquezas del tío Fester. Cuando Debbie descubre sus sospechas, emplea una estratagema para convencer a Gomez y Morticia de que envíen a sus hijos a un campamento de verano, donde rápidamente se hacen enemigos de los dueños, Gary (Peter MacNicol) y Becky Granger (Christine Baranski), así como de la pretenciosa niña Amanda Buckman (Mercedes McNab). Joel Glicker (David Krumholtz), otro paria social, se enamora de Wednesday.
Mientras tanto, Debbie avanza su plan para seducir a Fester: profesa amarle, pero afirma ser virgen y dice que no pueden consumar su relación hasta el matrimonio, lo que hace que se comprometan. Wednesday y Pugsley están consternados por la noticia y tratan de escapar del campamento, mientras que Gary y Becky intentan varias veces hacerles personas "normales". Se les permite asistir a la boda, y Wednesday invita a Joel.
En su viaje de luna de miel, Debbie intenta electrocutar a Fester dejando caer una radio en la bañera donde él está, pero él no se ve afectado. Frustrado por su capacidad de recuperación, Debbie utiliza su abrazo sexual sobre Fester para manipularlo y así rompa todos los lazos con su familia. Los dos se mudan a una lujosa mansión y cuando Gomez, Morticia, la abuela (Carol Kane) y Lurch (Carel Struycken) intentan visitarlo, Debbie se lo prohíbe. Pubert pronto pasa por cambios dramáticos, que la abuela determina como una posesión, una condición causada por la ansiedad por la separación de Fester de la familia y de la separación de sus hermanos, y explica que, a menos que la crisis familiar se detenga, esta condición se volverá permanente y hará que en el futuro Pubert se vuelva algo que los Addams consideren aborrecible o deshonroso.
De regreso al campamento, Wednesday se niega a participar en la producción musical de Acción de Gracias interpretando a Pocahontas. Ella, Pugsley, y Joel están atrapados en el "Campamento Armonía" y son obligados a ver optimistas películas familiares (incluyendo las películas de Disney y varios musicales) para frenar su comportamiento hostil, algo que para ellos es equivalente a una auténtica tortura. Al salir de la choza, Wednesday finge alegría desmesurada y se compromete a desempeñar el papel de Pocahontas en frente de la multitud que espera, pero lo hace con una expresión facial que aterra a los niños del campamento y da a entender claramente que se vengará por lo que acaban de hacerle pasar. Y en efecto, durante el juego, se lleva a los otros marginados sociales - que todos han sido vestidos como indígenas americanos - en una revuelta (no sin antes dar un discurso sobre la explotación y exterminio de las razas indígenas de manera atronadora al salirse del guion), captura a Gary, Becky, y Amanda, incluso a la protagonista de la obra que la atan y queman en una hoguera, así como asar vivos a Gary y a Becky, atados a un palo que los niños hacen girar sobre una fogata (empleando la técnica culinaria del Spiedo), después de esto y mucho más abandonan el campamento en caos. Antes de irse, Wednesday y Joel se besan.
Debbie intenta una vez más matar a Fester, esta vez con una bomba. Cuando él sobrevive otra vez, ella se horroriza, saca una pistola hacia él y admite que ella nunca lo amó y sólo se reunió con él por su dinero. Ella está a punto de disparar contra él, cuando Thing atropella a Debbie por detrás y lo ayuda a escapar. Thing luego se mete en el coche y los ahuyenta. Fester, Wednesday y Pugsley llegan a la mansión de Addams, pero la reunión de la familia se ve interrumpida por una Debbie enojada que les ata con correa - con la excepción de Pubert - en sillas eléctricas y los obliga a ver una presentación de diapositivas que detalla cómo había asesinado a sus padres y maridos anteriores por no cumplir con sus demandas materialistas. Pubert, después de haber vuelto a la normalidad, es impulsado a la sala a través de un reacción en cadena al estilo Rube Goldberg y manipula los cables por lo que Debbie, al accionar el interruptor, termina incinerada, mientras que la familia Addams sobrevive.
En la primera fiesta de cumpleaños de Pubert, Fester se enamora de la nueva niñera de los niños del Primo Itt, Dementia. Wednesday y Joel visitan la tumba de Debbie en el cementerio de la familia; Wednesday dice que si ella quisiera matar a su marido, ella simplemente debería asustarlo hasta que se muera. Mientras Joel deposita flores en la tumba, una mano (lo más probable) sale desde el suelo y agarra y le aterroriza mientras Wednesday sonríe con satisfacción.

## Reparto
- Raúl Juliá como Gomez Addams.
- Anjelica Huston como Morticia Addams.
- Christopher Lloyd como Fester Addams.
- Carol Kane como Abuela Addams.
- Joan Cusack como Debbie Jellinsky.
- Christina Ricci como Wednesday Addams.
- Jimmy Workman como Pugsley Addams.
- Kaitlyn Hooper como Pubert Addams.
- Kristen Hooper como Pubert Addams enfermo.
- Carel Struycken como Lurch.
- David Krumholtz como Joel Glicker.
- Christopher Hart como Thing.
- John Franklin como Primo Itt.
- Dana Ivey como Margaret Addams.
- Peter MacNicol como Gary Granger.
- Christine Baranski como Becky Martin-Granger.
- Mercedes McNab como Amanda Buckman.
- Sam McMurray como Don Buckman.
- Harriet Sansom Harris como Ellen Buckman.
- Julie Halston como Mrs. Glicke.
- Barry Sonnenfeld como Mr. Glicker.
- Nathan Lane como Desk Sergeant.

## Estrenos
| País                                                                          | Fecha de estreno                  |
| ----------------------------------------------------------------------------- | --------------------------------- |
| Alemania                                                                      | Jueves 13 de enero de 1994        |
| Argentina                                                                     | Sábado 25 de diciembre de 1993    |
| Australia                                                                     | Jueves 25 de noviembre de 1993    |
| Austria                                                                       | Viernes 14 de enero de 1994       |
| Bélgica                                                                       | Miércoles 22 de diciembre de 1993 |
| Belice · Costa Rica · El Salvador · Guatemala · Honduras · Nicaragua · Panamá | Sábado 25 de diciembre de 1993    |
| Brasil                                                                        | Viernes 10 de diciembre de 1993   |
| Bulgaria                                                                      | Viernes 25 de febrero de 1994     |
| Chile                                                                         | Sábado 25 de diciembre de 1993    |
| Colombia                                                                      | Sábado 25 de diciembre de 1993    |
| Corea del Sur                                                                 | Sábado 15 de enero de 1994        |
| Croacia                                                                       | Jueves 24 de febrero de 1994      |
| Dinamarca                                                                     | Viernes 25 de febrero de 1994     |
| Ecuador                                                                       | Miércoles 22 de diciembre de 1993 |
| Egipto                                                                        | Lunes 9 de mayo de 1994           |
| Eslovenia                                                                     | Jueves 10 de febrero de 1994      |
| España                                                                        | Miércoles 22 de diciembre de 1993 |
| Estados Unidos · Canadá                                                       | Viernes 19 de noviembre de 1993   |
| Estonia                                                                       | Viernes 3 de junio de 1994        |
| Filipinas                                                                     | Miércoles 9 de febrero de 1994    |
| Finlandia                                                                     | Viernes 10 de diciembre de 1993   |
| Francia                                                                       | Miércoles 22 de diciembre de 1993 |

| País                         | Fecha de estreno                  |
| ---------------------------- | --------------------------------- |
| Grecia                       | Jueves 30 de diciembre de 1993    |
| Hong Kong                    | Miércoles 22 de diciembre de 1993 |
| Hungría                      | Jueves 17 de febrero de 1994      |
| India                        | Viernes 1 de abril de 1994        |
| Indonesia                    | Martes 25 de enero de 1994        |
| Israel                       | Viernes 14 de enero de 1994       |
| Italia                       | Viernes 14 de enero de 1994       |
| Japón                        | Jueves 23 de diciembre de 1993    |
| Líbano                       | Viernes 4 de febrero de 1994      |
| Malasia                      | Jueves 23 de diciembre de 1993    |
| México                       | Viernes 17 de diciembre de 1993   |
| Noruega                      | Viernes 28 de enero de 1994       |
| Nueva Zelanda                | Viernes 17 de diciembre de 1993   |
| Países Bajos                 | Jueves 13 de enero de 1994        |
| Perú                         | Sábado 25 de diciembre de 1993    |
| Polonia                      | Viernes 25 de febrero de 1994     |
| Portugal                     | Viernes 10 de diciembre de 1993   |
| Reino Unido Irlanda          | Viernes 10 de diciembre de 1993   |
| República Checa · Eslovaquia | Jueves 7 de abril de 1994         |
| República Dominicana         | Jueves 23 de diciembre de 1993    |
| Rumania                      | Viernes 4 de marzo de 1994        |
| Singapur                     | Jueves 6 de enero de 1994         |
| Sudáfrica                    | Viernes 21 de enero de 1994       |
| Suecia                       | Viernes 28 de enero de 1994       |
| Suiza                        | Miércoles 22 de diciembre de 1993 |
| Tailandia                    | Sábado 15 de enero de 1994        |
| Taiwán                       | Sábado 18 de diciembre de 1993    |
| Turquía                      | Viernes 14 de enero de 1994       |
| Uruguay                      | Sábado 1 de enero de 1994         |
| Venezuela                    | Miércoles 15 de diciembre de 1993 |

## Recepción
Addams Family Values abrió #1 en su fin de semana inicial con un total reportado de $ 14 117 545. En su segunda semana, la película se redujo al puesto #2 detrás de Mrs. Doubtfire, y en su tercera semana al puesto #3 detrás de la señora Mrs. Doubtfire y Un mundo perfecto.
Su toma de taquilla doméstica final fue de $ 48 919 043, en Estados Unidos. Estas cifras solamente se basan en la taquilla de los Estados Unidos, y no en la taquilla global, considerando el gran éxito financiero mundial que tuvo la película.
Los críticos alaban la película con comentarios muy positivos. Rotten Tomatoes le da a la película un 78 % basado en 46 opiniones. El consenso del sitio dice: «personajes nuevos, bien desarrollados añaden dimensión a esta sátira, creando una comedia mucho más importante que el original».

## Premios[6]

### Óscar
| Año  | Categoría               | Persona               | Resultado |
| ---- | ----------------------- | --------------------- | --------- |
| 1993 | Mejor Dirección de Arte | Ken Adam Marvin March | Candidato |

### BAFTA
| Año  | Categoría        | Persona                                                     | Resultado |
| ---- | ---------------- | ----------------------------------------------------------- | --------- |
| 1993 | Mejor Maquillaje | Kevin Haney Katherine James Fred C.Blau Jr. Helecho Buchner | Candidato |

### Globo de Oro
| Año  | Categoría                                                       | Persona         | Resultado |
| ---- | --------------------------------------------------------------- | --------------- | --------- |
| 1993 | Mejor Actuación de una Actriz en una Película - Comedia/Musical | Anjelica Huston | Candidato |